# 等长运动

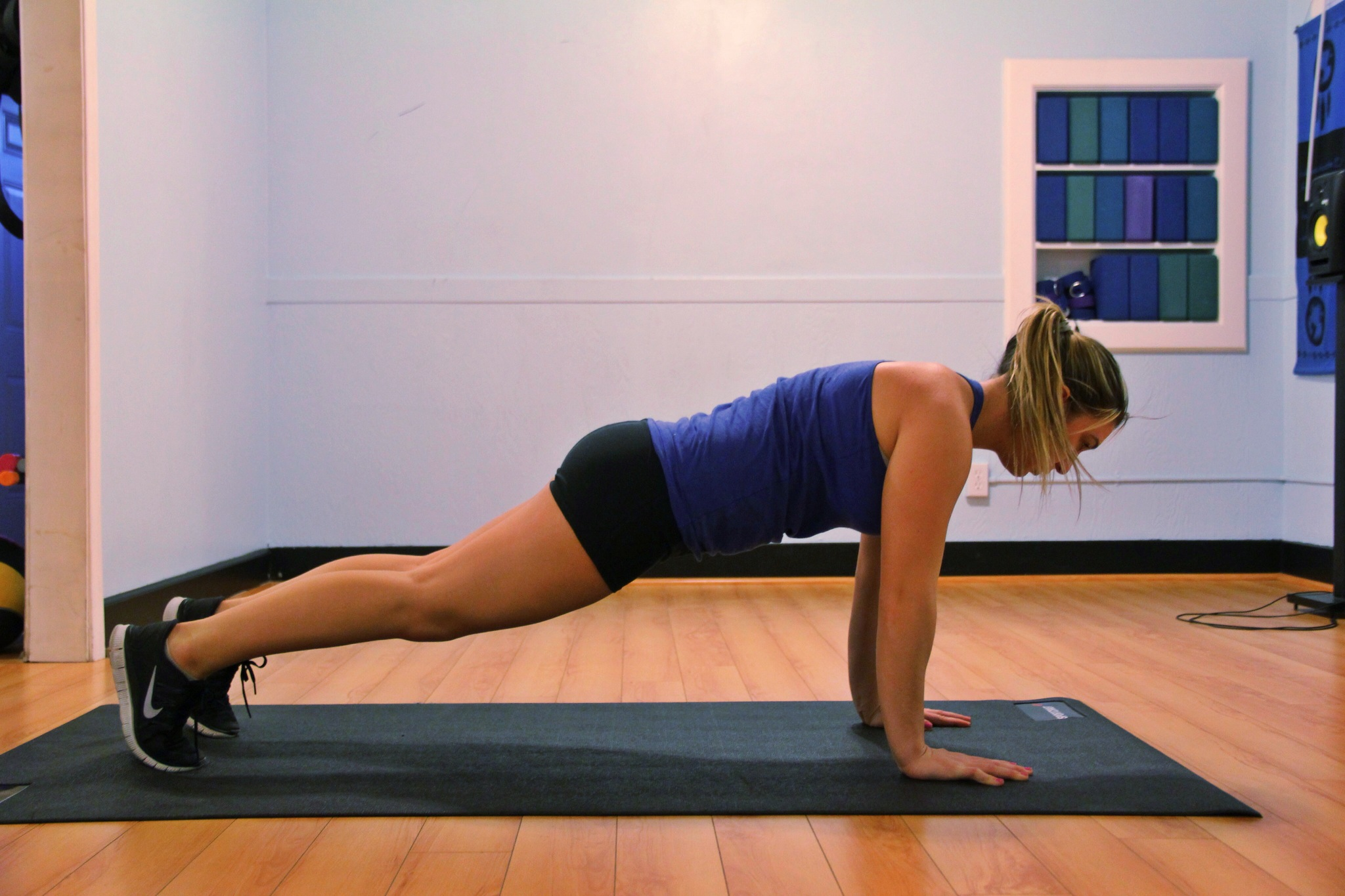
“平板支撑”是一种等长支撑，可以集中激活身体的核心肌肉组织。它也可以通过在前臂上保持平衡来进行。

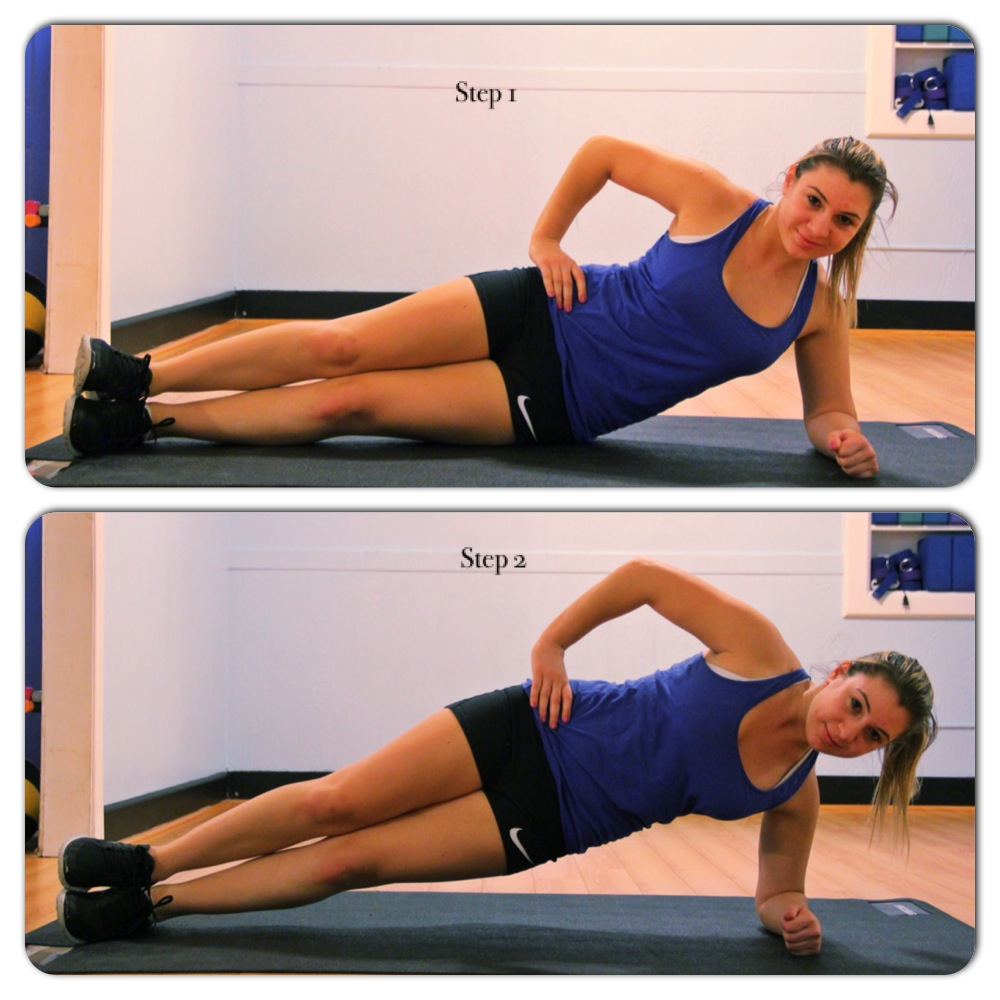
“侧板”是一种变体，旨在加强核心一侧的肌肉，例如斜肌。

等长运动（英語：Isometric exercise）又称为等长性肌肉收缩运动，是一种运动形式，涉及肌肉的静态收缩，而关节角度没有任何可见的运动。术语“等长”由希腊单词isos(相等)和-metria(测量)组合而成，这意味着在这些练习肌肉的长度和关节的角度不变化，虽然收缩强度可以变化。 这与等张收缩形成对比，在等张收缩中，尽管肌肉长度和关节角度会发生变化，但收缩强度不会改变。
等长运动的三种主要类型是等长按压、拉动和保持。它们可能包含在力量训练方案中，以提高身体从静态位置施加力量的能力，或者在等长保持的情况下，提高身体在一段时间内保持姿势的能力。作为一个动作，等长按压对于身体准备立即进行后续力量运动的能力也至关重要。这种准备也称为等长预压。
研究人员在对比常见的运动后发现，这种等长运动，降血压的效果竟然是最好的。而平板支撑是等长运动中极具代表性的动作！

## 克服和收缩等长
等长动作是保持关节的可观察角度的动作。虽然这个定义始终适用，但为了强调在特定的等长运动中如何用力，存在着各种子定义。在等长收缩运动中，目标是保持特定的身体姿势；这也可以称为保持等长状态。在克服等长运动中，目标是推或拉自我的另一部分，该部分以相同的力推或拉，或移动不可移动的物体。在此基础上，克服等长可另外称为等长压或等长拉。

### 未負重等长
在未負重的等长训练中，锻炼者仅使用自己作为阻力。例如，保持蹲姿，或将手掌相互压紧。自我压迫自己的地方，这也被称为自我抵抗或动态张力训练。

### 負重等长
負重等长涉及额外保持一个重物，以及按压或拉动不可移动的重物或结构。例如，在卧推设置中，杠铃可以保持在一个固定的位置，既不能向上推也不能下降。或者，在大腿中部拉动设置中，人可以尝试向上拉动固定的不可移动的杆。

无重克服等长运动的例子
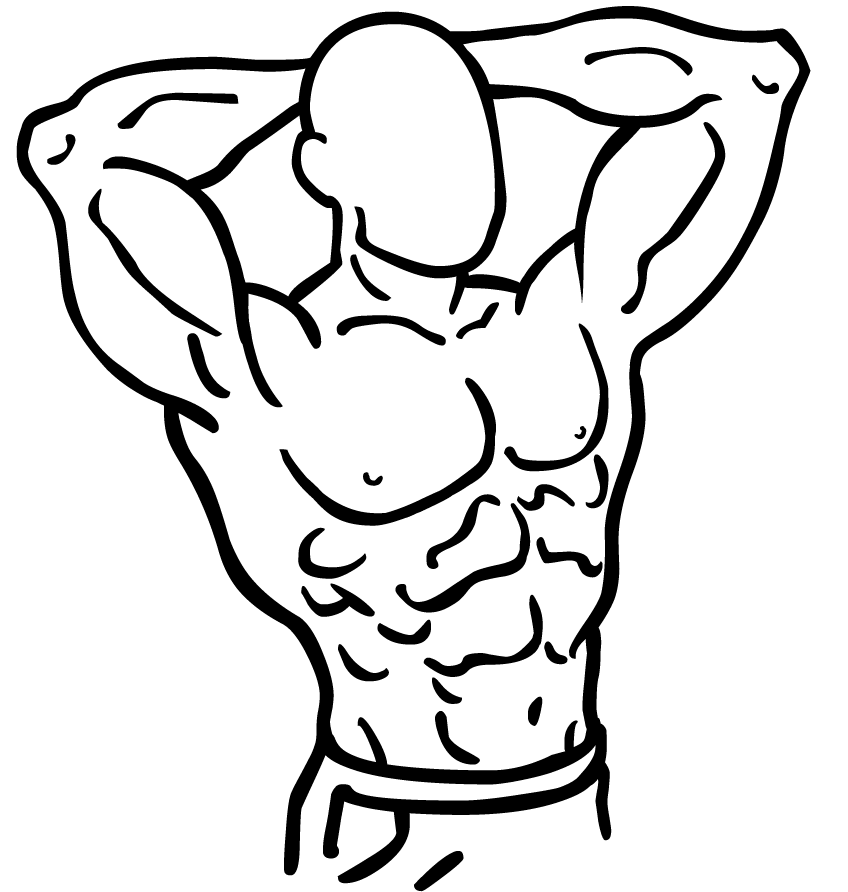
头部的运动受到双手的抵制。
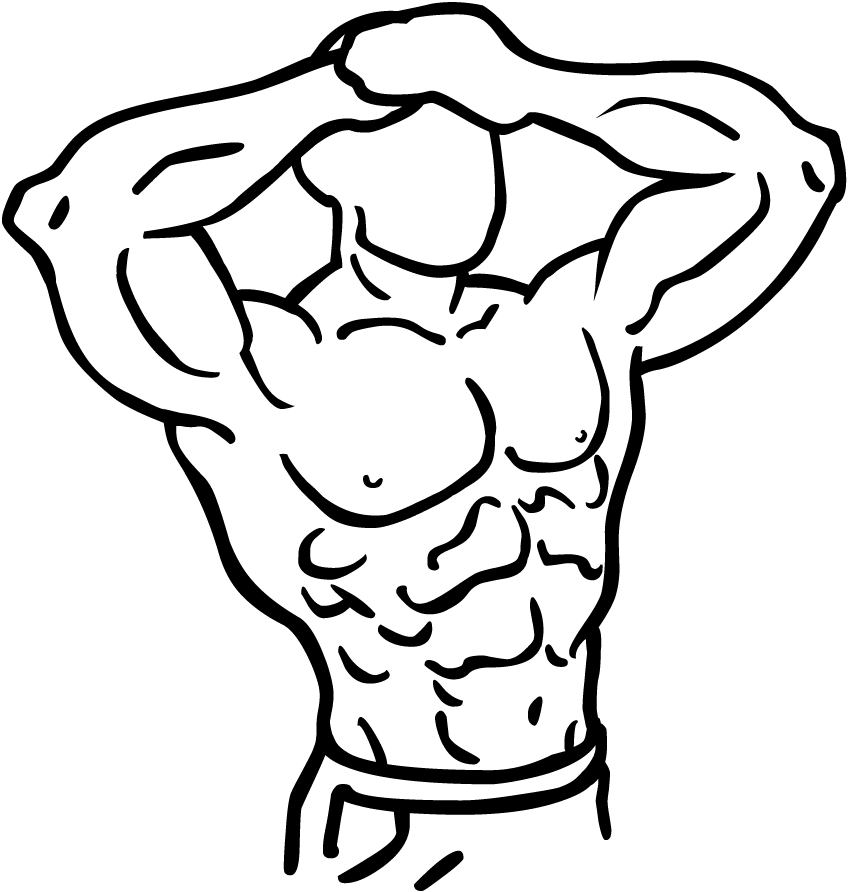
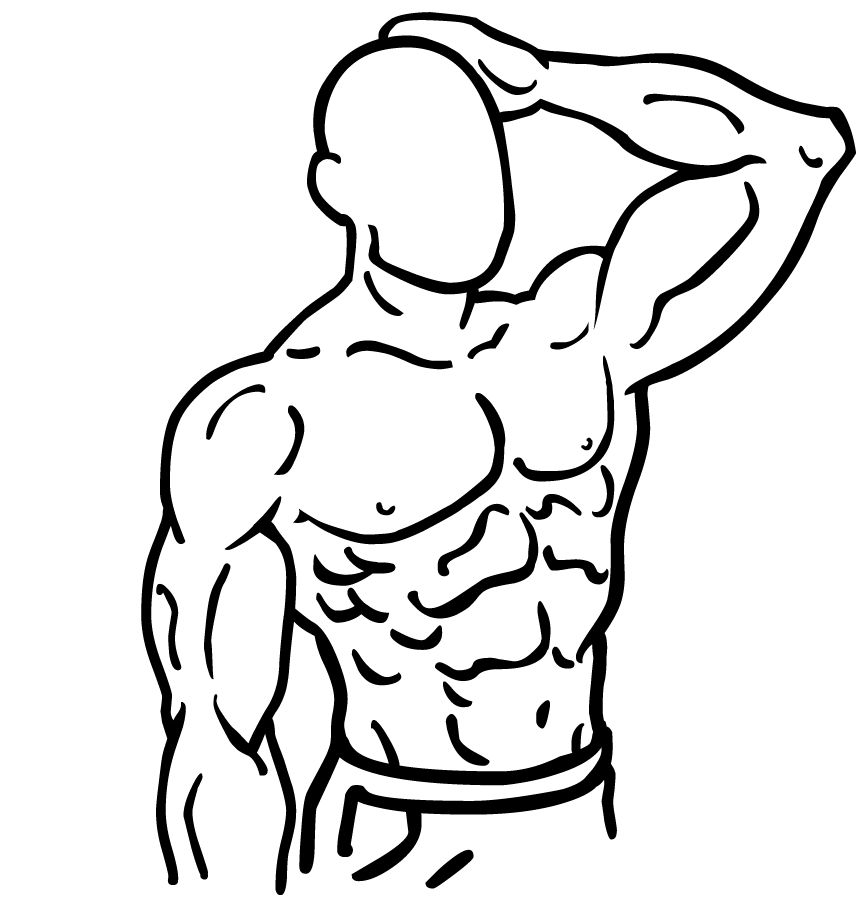
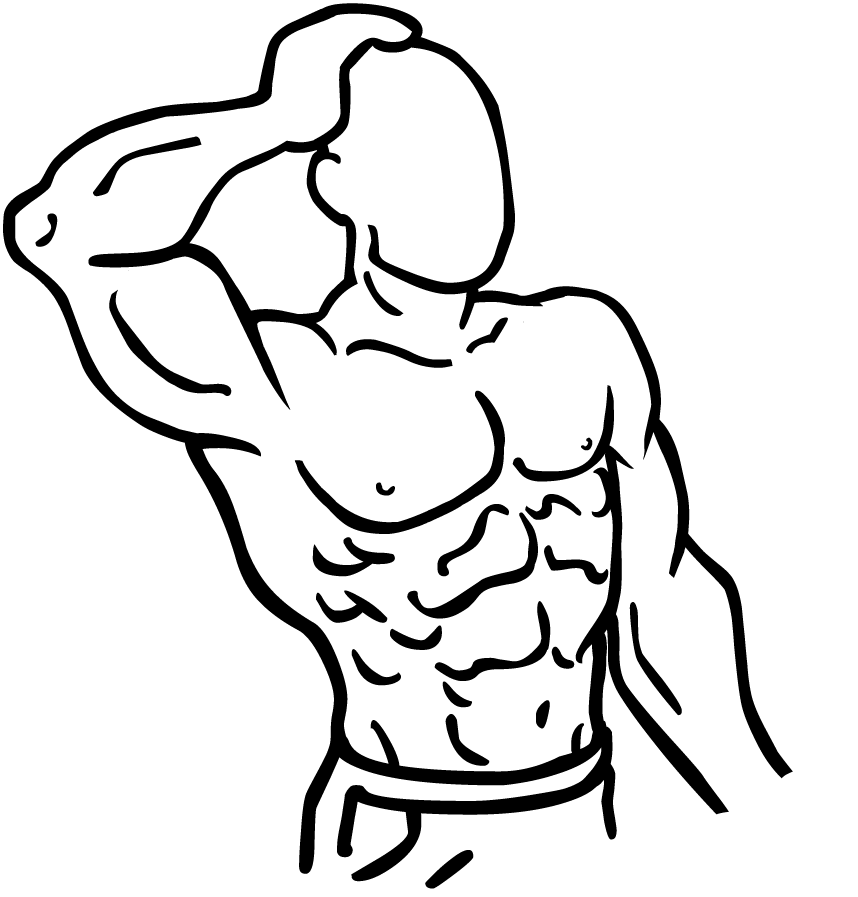

## 等长运动与动态运动相结合

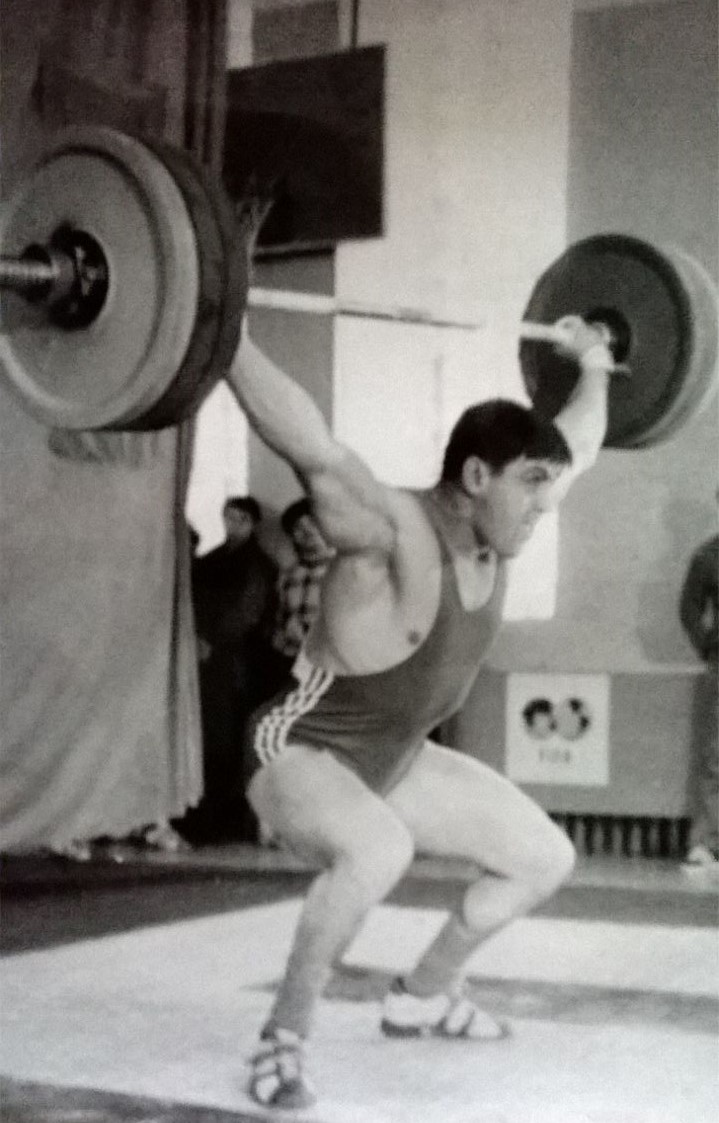
当这位举重运动员完成他的举重时，他会将动态腿部运动与等长握住杠铃结合起来。

等长训练很少单独使用，它通常被纳入更广泛的训练制度。例如，等长平板支撑可以结合到增强式训练方案中。此外，当受试者进行动态运动时，支持性肌肉群可以等长运动。例如，如果一个人在胸前拿着哑铃进行深蹲，那么他们的手臂动作将是相对等长的，而他们的腿部动作将是动态的。在举重中经常发现等长保持和动态运动之间的这种关系：参与者通常用直臂将杠铃举过头顶，同时在从深蹲位置站起来时伸直双腿。这允许腿部主要负责举重。
然而，在大多数体育环境中，很少使用纯等长动作。例如，在滑雪时，滑雪者始终保持蹲伏姿势。虽然这可能被认为是等长保持，但是当滑雪者在他们滑行期间改变蹲伏的深度时，也存在一定量的动态运动。因此，等长可以说是参与和支持整个滑雪动作，即使它在本质上不仅仅是等长的。
在举重训练和健美操中，经常会出现这样的情况：一个阶段的练习比其他阶段更难完成。如果锻炼者在这一点上倾向于失败，那么它被称为“症结点”。可以结合等长保持以加强锻炼者此时的动作。例如，深蹲中的症结点通常是到达的最低位置。在这个位置上可以采取等长保持，以加强举重运动员在那里的持重能力。经过一段时间的训练，这可以帮助他们更轻松地从这个位置举起重量，从而消除粘滞点。 

## 等长按压为爆发力运动做准备
肌肉的等长预压是本能地进行的，以便产生力量用于随后的动态运动：这种肌肉预压的一个基本要素是进行等长按压动作。一个日常的例子是一个人从椅子上站起来。他们首先将臀部抬离椅子，然后在弯曲的腿上向下按压。当弯曲的腿以相同的方式抵抗向下的力时，就会产生等长压力。从这一点开始，这个人会直起身子站起来。一个更动态的例子是垂直跳跃。在这里，跳投者蹲下并在向上跳跃之前采用类似的等长按压。 在拳击等运动中也可以使用等长压力机来帮助爆发力运动。在这里，拳击手可以弯曲他们的前腿，同时将他们的躯干和相应的体重放在它上面，因此在弯曲腿的向上力和躯干的向下力之间存在相等的力。然后拳击手从这个位置抛出一个铅钩，来自等长压力的力量被引导到拳头上，并帮助增加其整体力量。 这种力的传导从根本上代表了等长预压的目的：即作为一种准备动作来帮助随后的力量运动。

运动中的准备性等长按压的例子
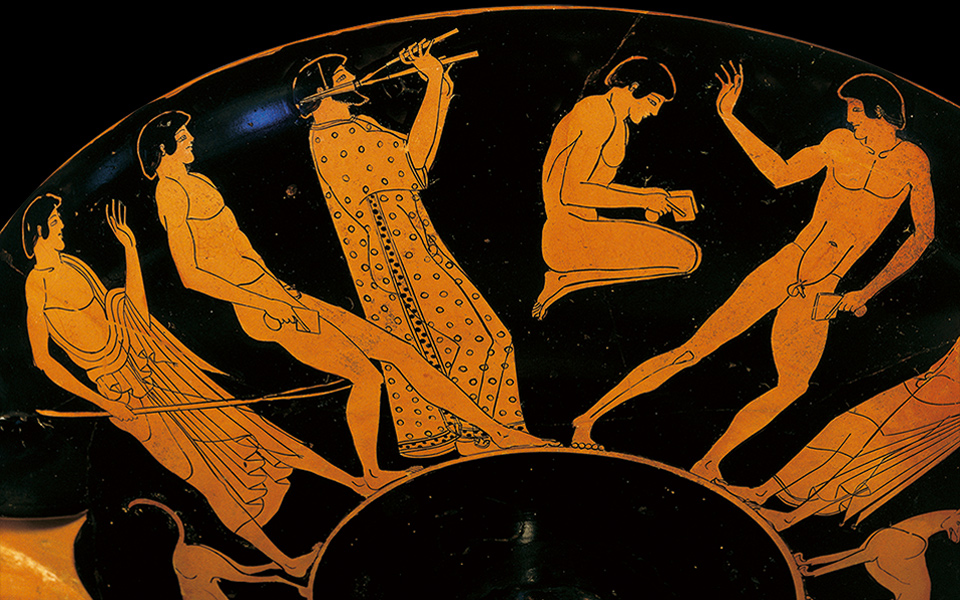
左边的跳投者表现出一种独特的等长压力，主要是通过对他弯曲的后腿施加向下的压力。这是在从站立开始跳之前预压肌肉的一种方法。他右边的跳跃者正在半空中。
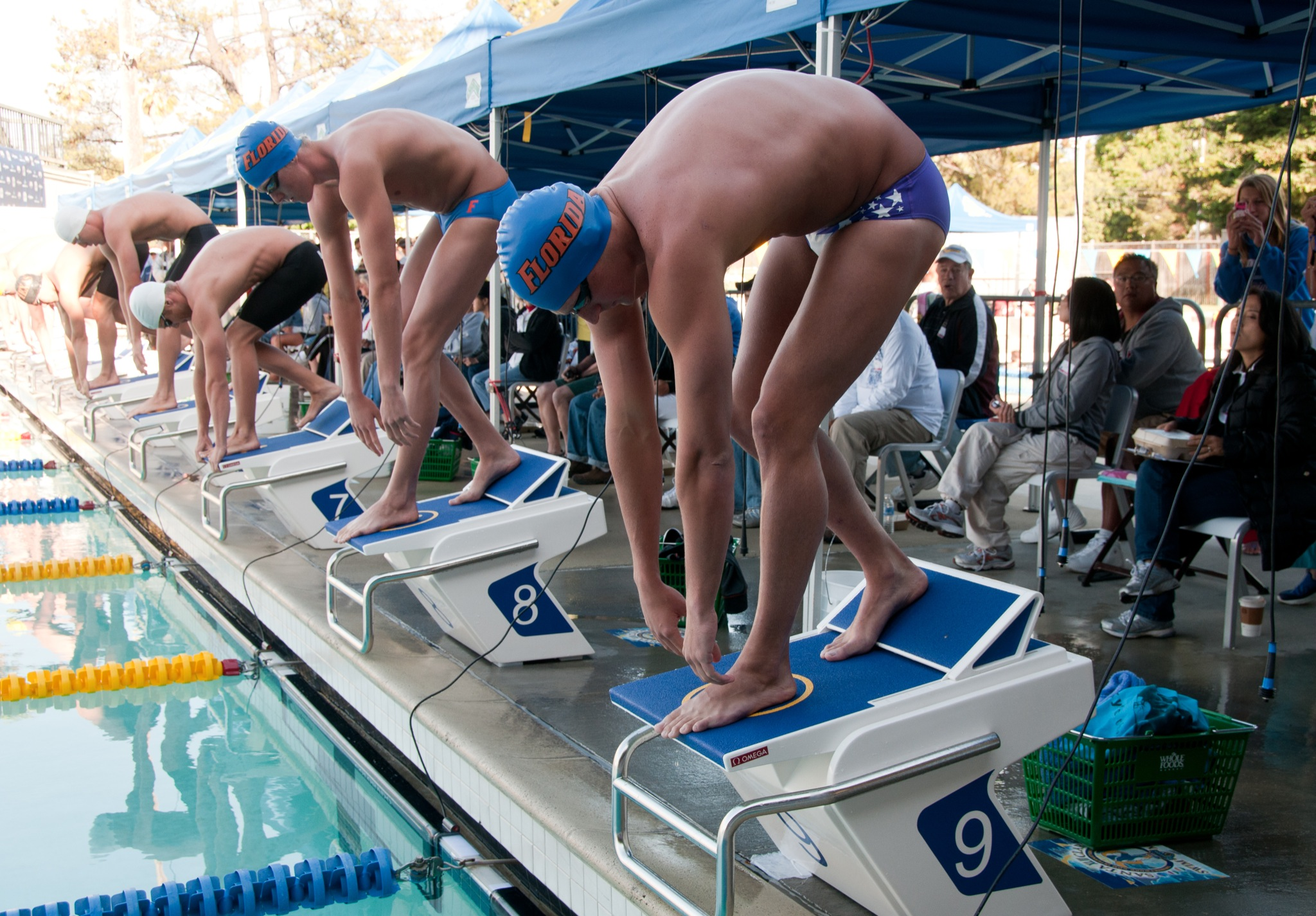
奥运选手Ryan Lochte（近）站在楔形起跑器的顶部。每位游泳运动员通过对他们弯曲的双腿施加向下的压力，进行准备性的等长压力。这样做的目的是对肌肉进行预负荷，有助于使随后的跳水更加有力。
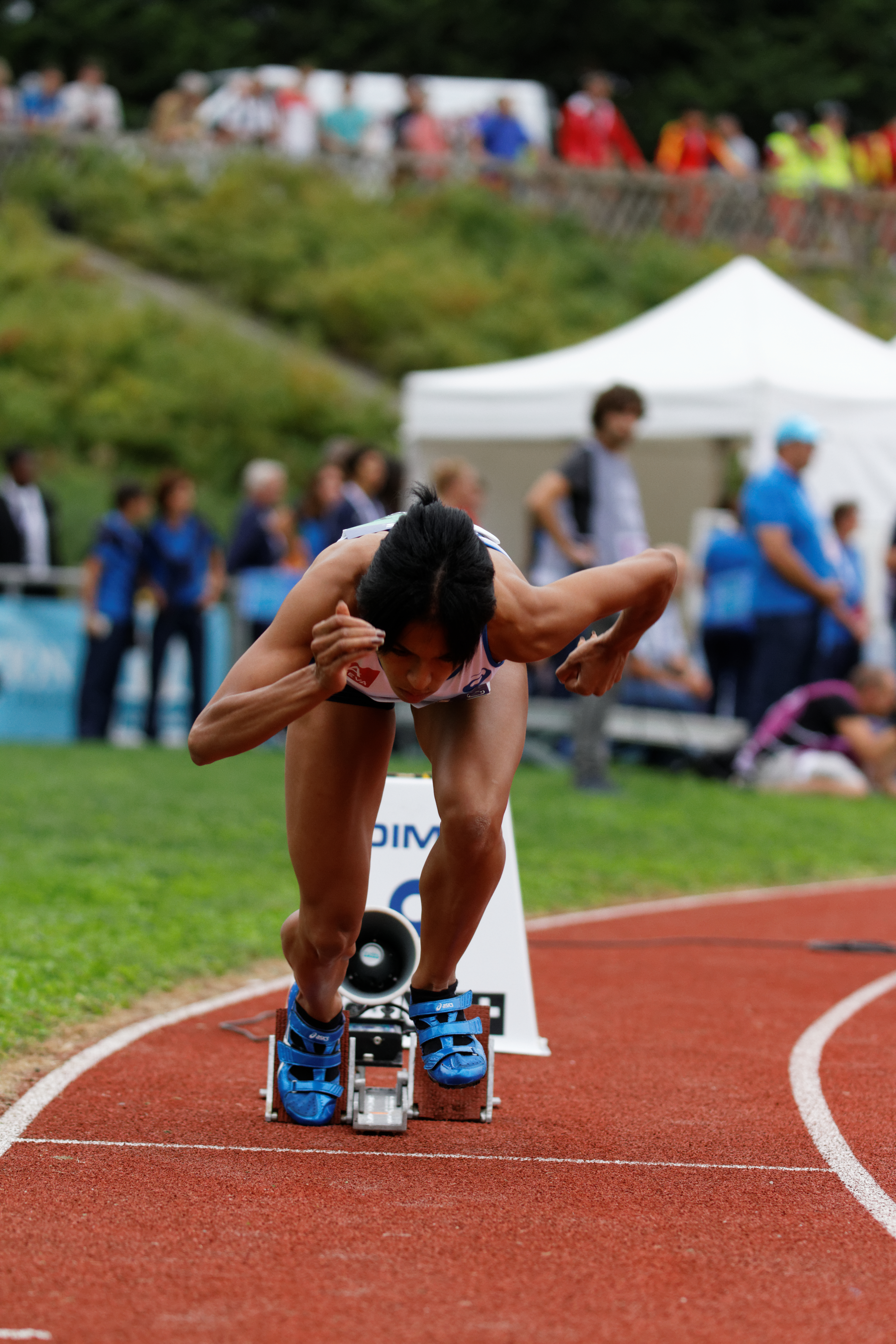
这名短跑运动员最初的蹲下姿势可以让她的肌肉预负荷，并将由此产生的力量导入她向前的第一步。
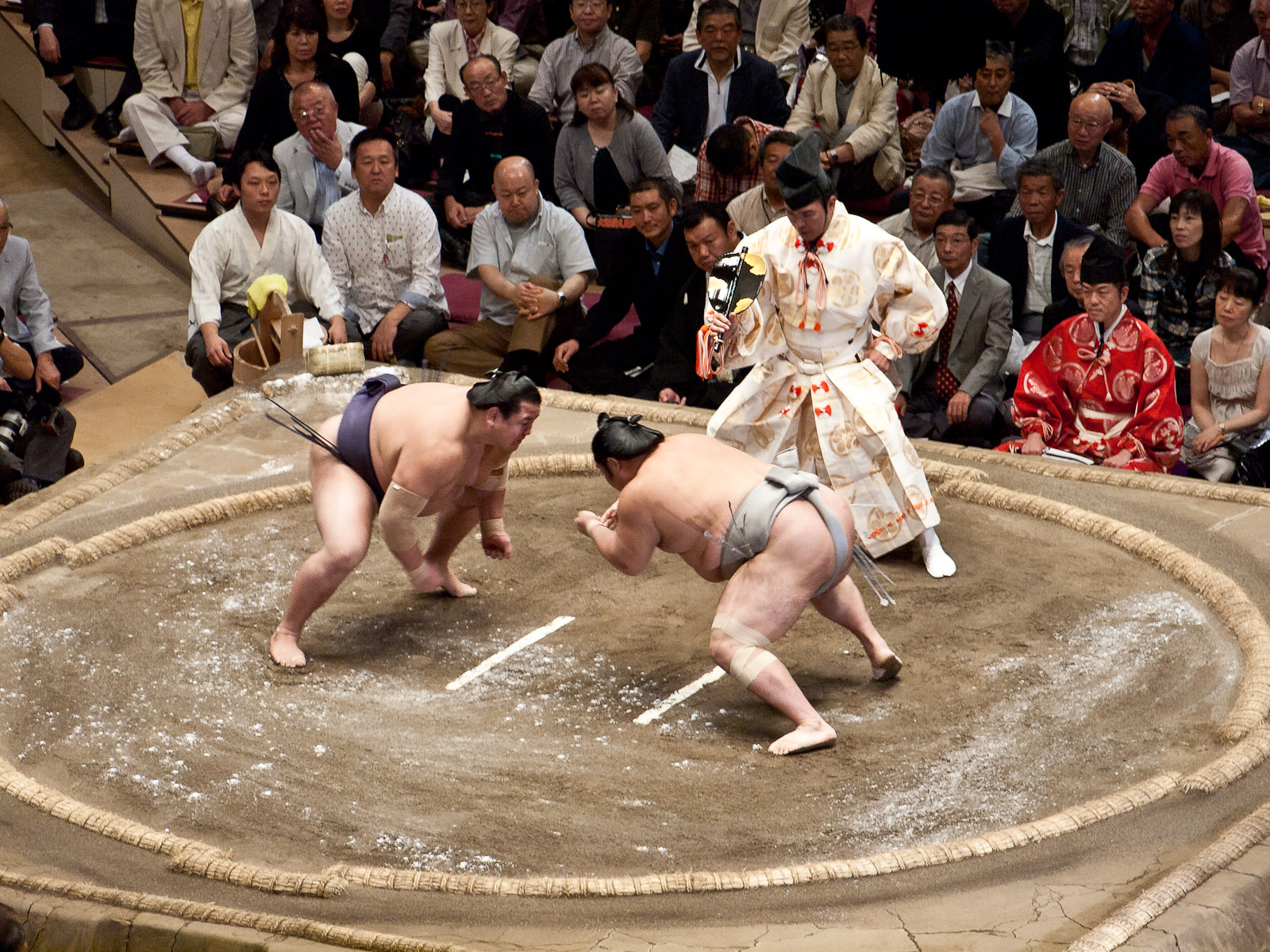
相扑选手在蹲下并进行等长按压后才开始向前冲锋。这种动作使他们能够更有力地冲向对手，这在比赛开始时尤其有用。
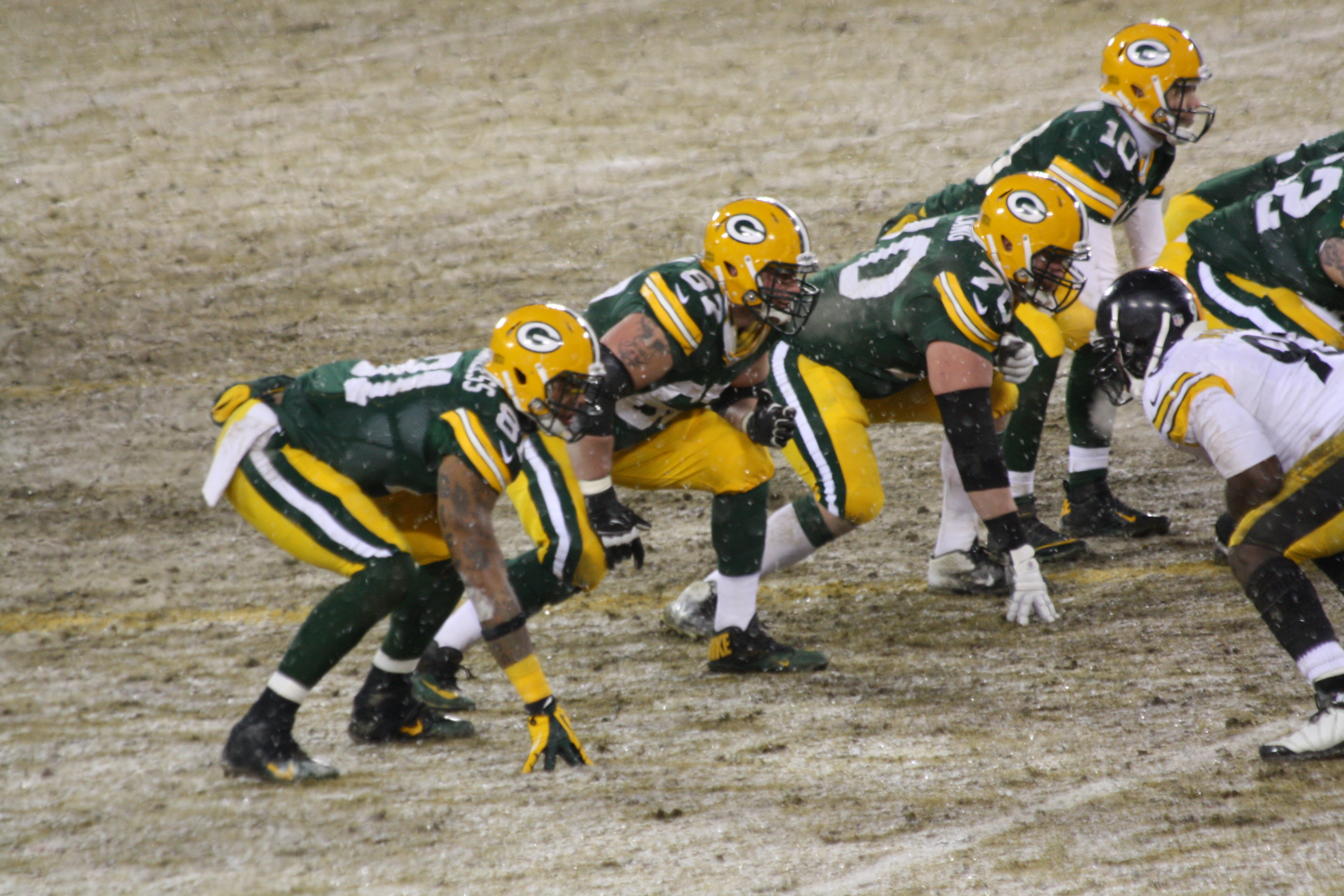
美式橄榄球运动员排成一排，然后蹲下成等长按压姿势。这让他们在比赛开始时可以更有力地向前冲刺；这在对付或阻挡对手时特别有用。
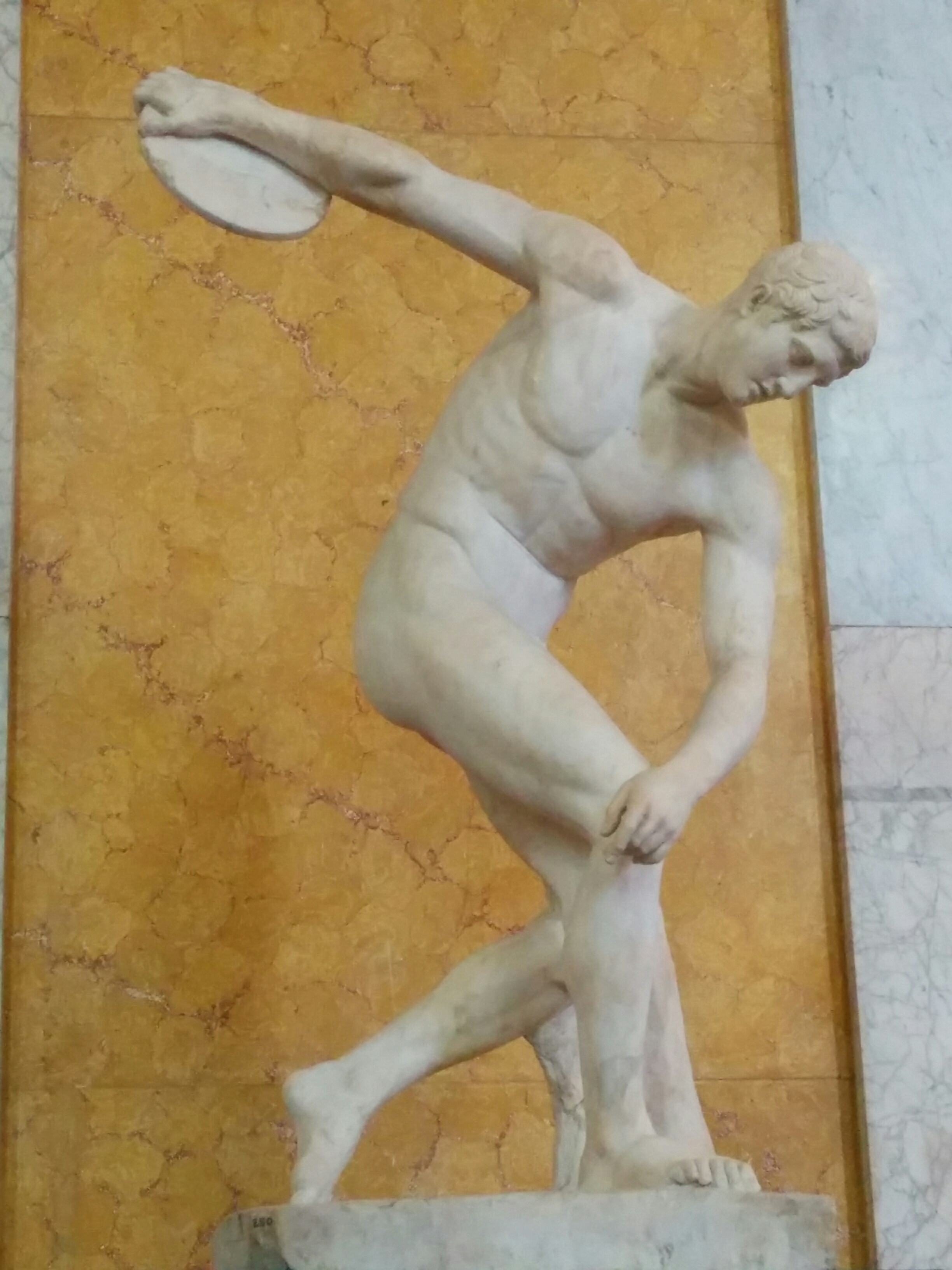
铁饼运动员通过对他弯曲的右腿施加向下的压力来进行等长按压。这样可以使投掷的动作更加有力。
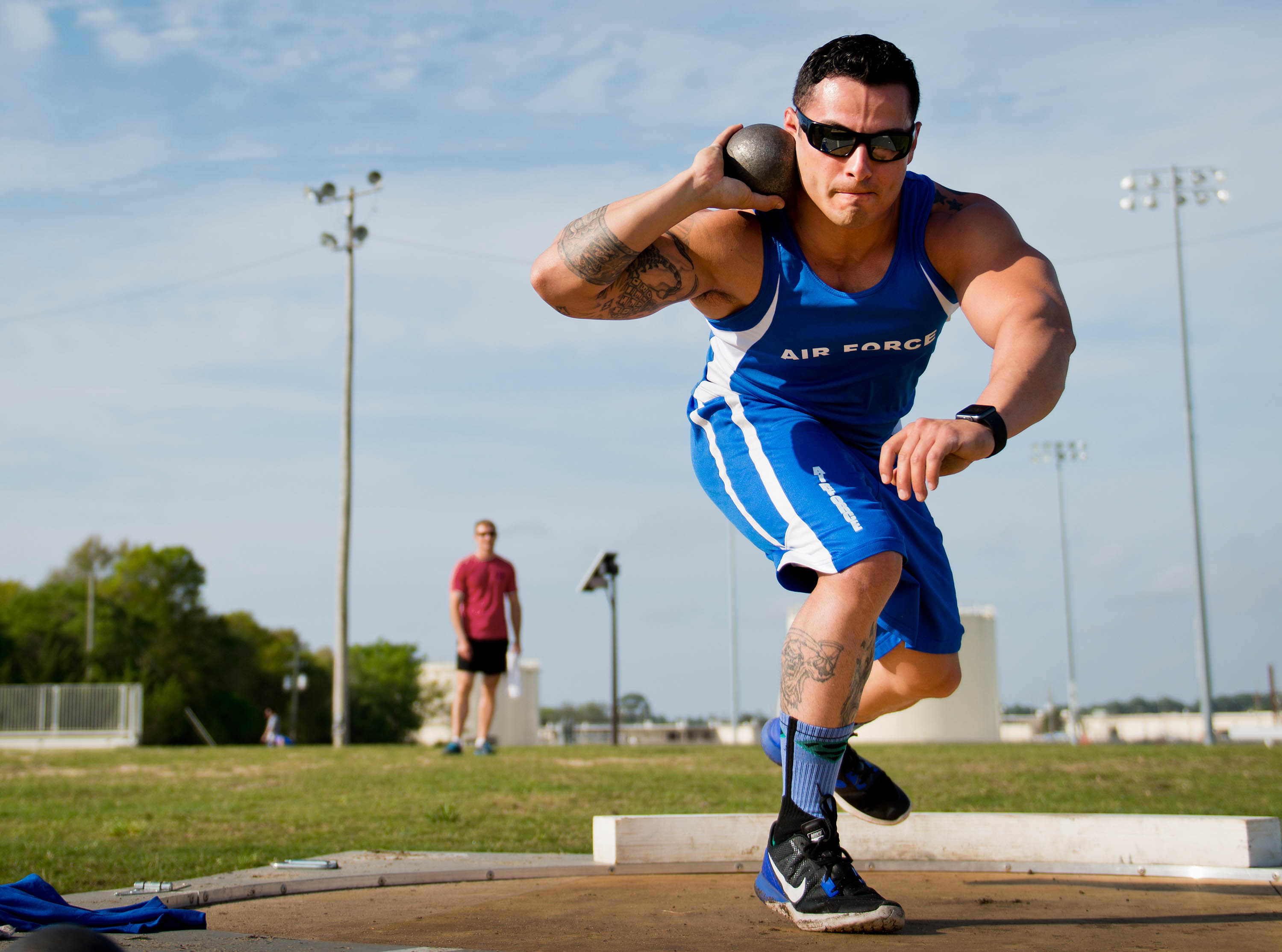
铅球运动员通过对他弯曲的右腿施加向下的压力来进行等长按压。这将使他能够更有力地转身和向前弹跳，并将由此产生的肌肉力量导入投掷。

## 用于等长动作的测力装置
- 测力板：这涉及到站在测力板上的对象。他们的体重和向下的肌肉力量压在记录读数的平板上。受试者向下的肌肉力量通常基于他们对某物的按压或拉动，从而促使他们产生向下的按压动作。例如，对于大腿中部拉力练习，受试者在位于大腿中部区域周围的固定杠铃上向上拉。这个动作使他们用脚向下推，并在他们的体重之外施加压力到板上。 [5]
- 测功机：测功机是一种设备，它涉及将两个手柄推、拉或挤压在一起，或推或拉分开，以记录读数。由于手柄通常非常僵硬，因此几乎没有移动，动作基本上保持等长。例如，可以用测力计来测量握力：用一只手握住测力计，受试者试图把它的两个手柄捏在一起；这就在测力计上记录了一个力的测量。
- 肌电图仪：肌电图仪通过使用电极以垫的形式放置在肌肉上或以针的形式插入肌肉中来测量肌肉激活水平。它能够测量等长保持以及按压和拉动的肌肉激活水平。通常，施加力的机械测量与通过肌电图测量肌肉激活之间存在很强的相关性。

## 历史

### Müller和Hettinger
在 1950 年代，德国科学家 Erich Albert Müller 博士和 Theodor Hettinger  “观察到不到最大力量三分之一的收缩不会训练肌肉。如果肌肉的收缩超过其最大力量的三分之一，它的质量就会增加，因此它的力量也会增加。”马克斯普朗克研究所的研究包括 200 多个实验，为期十年。 Theodor Hettinger 出版了他的书《力量生理学》。他们都制定了基于等长练习的培训计划。 
在 1960 年代，James A. Baley 教授对康涅狄格大学的 104 名大学生进行了等长测试，以研究测量力量、耐力、协调性和敏捷性增加的测试结果。最初的文章显示，经过 4 周的等长训练计划后，效果显着。在體育文化的早期，等长运动首先引起了现代美国公众的注意，这是健美运动的先驱。许多健美运动员已将等长运动纳入他们的训练方案。

## 医疗用途
等长运动也可以在床边用于区分各种心脏杂音；与主动脉瓣狭窄较安静的杂音相比，二尖瓣关闭不全的杂音变得更响亮 。 它们还可用于预防骨折后用石膏固定的肢体出现废用综合征。

## NASA研究
美国国家航空航天局（NASA）研究了等长运动在防止宇航员因生活在失重环境下而出现肌肉萎缩方面的运用。研究和比较了等长运动、肌肉拉长和肌肉缩短运动。结果表明，虽然这三种运动类型都促进了肌肉生长，但等长运动未能防止肌肉组织中发现的收缩蛋白数量减少。结果是分子水平上的肌肉退化。由于收缩蛋白是导致肌肉收缩并赋予肌肉力量的原因，NASA得出结论，等长运动可能不是宇航员保持肌肉组织的最佳方式。 

## 延伸阅读
- Ilse Buck, Gesund und schlank durch Isometrik, Auflage. Goldmann, München 1976, (ISBN 3-442-10592-7).
- Lothar M. Kirsch, Isometrisches Training. Übungen für Muskelkraft und Entspannung. Falken Verlag, Niedernhausen im Taunus 1990, (ISBN 3-8068-0529-6).
- Theodor Hettinger, Isometrisches Muskeltraining. 6. Auflage. ecomed, Landsberg am Lech 1993, (ISBN 3-609-64870-8).
- Victor Obeck, Isometric. Neu übersetzte Auflage. Scherz, Bern 1980, OCLC 164662767 (anglais: How to Exercise Without Moving a Muscle).
- James Hewitt, Isometrics for you. Get fit and trim in 90 seconds a day! (ISBN 0-85454-016-4).